# 臘斯克縣 (威斯康辛州)
臘斯克縣（英語：Rusk County）是美国威斯康辛州西北部的一個郡，面積2,411平方公里。根据2020年美國人口普查，共有人口14,188人。縣治萊迪史密斯（Ladysmith）。該縣政府成立於1901年，原名蓋茨縣（Gates County）；縣名紀念曾任三屆威斯康辛州州長、聯邦眾議員和美国农业部部長的耶利米·魯斯克（Jeremiah M. Rusk）。